# Johannes Max Proskauer
Johannes Max Proskauer  (Göttingen, 5 de dezembro de 1923 — 20 de dezembro de 1970)  foi um botânico alemão.